# Aristeidae
Aristeidae is een familie van kreeftachtigen uit de klasse van de Malacostraca (hogere kreeftachtigen).

## Geslachten
- Aristaeomorpha Wood-Mason in Wood-Mason & Alcock, 1891
- Aristaeopsis Wood-Mason in Wood-Mason & Alcock, 1891
- Aristeus Duvernoy, 1840
- Austropenaeus Pérez Farfante & Kensley, 1997
- Cerataspis Gray, 1828
- Hemipenaeus Spence Bate, 1881
- Hepomadus Spence Bate, 1881
- Parahepomadus Crosnier, 1978
- Pseudaristeus Crosnier, 1978